# All for One
All for One é uma música cantada no telefilme High School Musical 2, exibido no canal pago Disney Channel. A canção é cantada e dançada por todo o elenco do filme e conta ainda com a participação especial de Miley Cyrus (atriz da série Hannah Montana, do mesmo canal), que aparece logo no final do clipe.
- Essa também é o lema do filme e história dos três mosqueteiros All for one, and one for all (Todos por um, e um por todos)